# یواس‌اس مایرانت (دی‌دی-۴۰۲)
یواس‌اس مایرانت (دی‌دی-۴۰۲) (به انگلیسی: USS Mayrant (DD-402)) یک کشتی بود که طول آن ۴۳۱ فوت ۱ اینچ (۱۳۱٫۳۹ متر) بود. این کشتی در سال ۱۹۳۸ ساخته شد.